# Théophile Gautier
Au parfait magicien ès lettres françaises

À mon très cher et très vénéré

Maître et ami

Théophile Gautier

Avec les sentiments de la plus profonde humilité

Je dédie

Al perfetto mago in lettere francesi

Al mio carissimo e veneratissimo

Maestro e amico

Théophile Gautier

Con i sentimenti di più profonda umiltà

Io dedico

Questi fiori malsani.»
(Charles Baudelaire, I fiori del male, dedica a Théophile Gautier)
Pierre Jules Théophile Gautier (Tarbes, 30 agosto 1811 – Neuilly, 23 ottobre 1872) è stato uno scrittore, poeta, giornalista e critico letterario francese.
La sua vita si sviluppa per quasi tutto il XIX secolo, un periodo politico e sociale molto tumultuoso in Francia, che diede come frutto molti capolavori e molta creatività artistica. Fu un ardente difensore del Romanticismo, anche se il suo lavoro è di difficile classificazione e rimane un punto di riferimento per molti movimenti letterari successivi come il Parnassianesimo, il Simbolismo, il Decadentismo, l'Estetismo e il Modernismo. Fu stimato tantissimo dagli scrittori più diversi quali Charles Baudelaire, i fratelli Edmond e Jules de Goncourt, e Oscar Wilde.
Il suo maggior successo in prosa fu Il Capitan Fracassa, dove la maschera del soldato millantatore viene ingentilita in un'operazione classica di metateatro con la figura di un nobile decaduto che, per amore, si unisce a una compagnia di attori girovaghi.

## Biografia

### La formazione classica e gli esordi nella pittura
Nato a Tarbes, da Pierre Gautier ed Antoinette-Adelaïde Concarde, il giovane Gautier conserva per lungo tempo «il ricordo delle montagne blu» ma molto presto, nel 1814, si trasferisce con la famiglia a Parigi, poiché il padre, impiegato delle imposte dirette, venne trasferito. Qui, oltre a svolgere regolarmente gli studi, legge i romanzi Robinson Crusoe di Daniel Defoe e Paolo e Virginia, di Jacques-Henri Bernardin de Saint-Pierre.
Nel 1822, soggiorna brevemente nel pensionato del liceo Louis-le-Grand, ma i genitori devono ritirarlo all'inizio del trimestre a causa del suo deperimento. È più felice quando studia come esterno al collegio Carlomagno dove incontra il giovane Gérard Labrunie (il futuro Nerval) e manifesta un gusto particolare per i poeti latini detti decadenti, i «grotteschi». In questo periodo, frequenta lo studio del pittore Louis Édouard Rioult, in rue Saint-Antoine, e forma, con alcuni amici artisti, il famoso «Petit Cénacle». Decide di dedicarsi alla pittura e fa parte del movimento letterario del Parnasso.

### Incontro con Hugo e prime poesie
L'incontro nel giugno del 1829 con «il maestro» Victor Hugo, incontrato fortuitamente grazie al trasferimento in una casa a Place des Vosges accelera la sua carriera di scrittore. Il 25 febbraio 1830, partecipa alla "battaglia d'Hernani", dove, vestito di un gilet rosso ciliegia, simbolo provocatorio ed antiborghese, si fa notare tra i difensori di Hugo. Quella notte segnerà in modo indelebile gli spiriti e Gautier la sera stessa lascerà lo studio di Rioult.
Cinque mesi più tardi, il 28 luglio 1830, le sue Poésies vengono pubblicate da Mary. Sfortunatamente quello è anche il giorno delle barricate di Parigi e la raccolta passa inosservata. Queste prime poesie mostrano un giovane poeta forte e abile che ha già acquisito i modelli degli antichi e, cosciente della loro eredità, ha dato prova di originalità, usando una forma ben definita e una lingua precisa e chiara. Tre anni più tardi, Gautier ristampa i suoi primi versi in una nuova raccolta intitolata Albertus, dal nome dell'eroe del lungo poema, un racconto fantastico, diabolico e pittoresco. L'estro di questa «leggenda teologica» si ritrova nel 1833 in una serie di racconti, Les Jeunes-France, che rendono conto in modo crudo della vita degli artisti e degli scrittori del Petit Cénacle. In quest'opera «barocca», Gautier diventa il testimone lucido e ironico dei «Précieuses Ridicules del Romantisme».
Lasciando il domicilio familiare di Place des Vosges, Théophile Gautier si trasferisce nel vicolo cieco du Doyenné, vicino a Place du Carrousel, in un appartamento frequentato da Camille Rogier, Arsène Houssaye e Nerval.

### Il romanziere

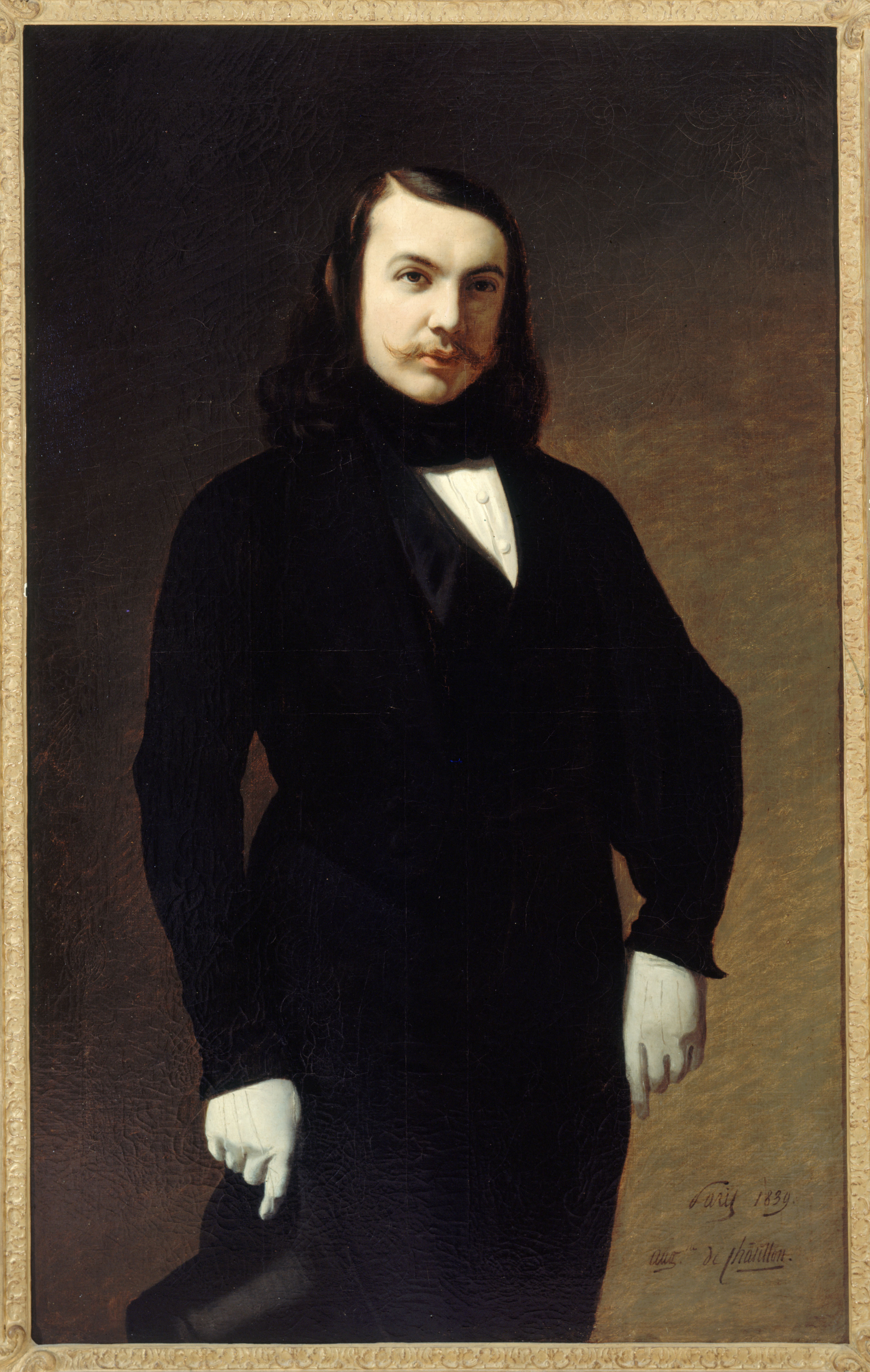
Ritratto di Auguste de Châtillon (1839).

Nel 1836 Gautier diventa giornalista per ragioni finanziarie e pubblica il romanzo Mademoiselle de Maupin, che fa scandalo causa l'argomento piuttosto scabroso per l'epoca. Mentre lavora ad un nuovo romanzo, Il Capitan Fracassa, che finirà solo trent'anni più tardi, dal 1837 al 1866 vede pubblicati diversi romanzi e racconti tra i quali: Fortunio, La toison d'or, Une nuit de Cléopâtre, Arria Marcella, Avatar, Le roman de la momie, al quale si ispira la trama del balletto La figlia del faraone nel 1862.

### Il critico d'arte
Al giornale «La Presse», Gautier lavora come critico d'arte. Per questo giornale ha scritto più di duemila feuilleton e articoli, un numero ristretto dei quali è raccolto nei volumi Les Grotesques, L'histoire des peintres, l'Art moderne, Les Beaux-Arts en Europe, l'Histoire de l'art dramatique depuis vingt-cinq ans, Trésors d'art de la Russie, Portraits contemporains, Histoire du Romantisme, e Souvenirs littéraires. Tutti questi articoli sono scritti con allegria, con una lingua chiara, sottile, impeccabile e brillante. Gautier inventa un suo modo di scrivere le critiche d'arte che non si limita solo al giudizio, all'analisi ma che cerca anche di ricreare il giusto sentimento estetico. Egli cerca di rendere, con le parole, le sensazioni visuali e musicali prodotte dalla percezione diretta dell'opera d'arte. Questo compito di cronista occuperà tutta la sua vita. Spesso pesante, questa necessità quotidiana non gli impedirà mai di creare opere poetiche e drammatiche e di viaggiare all'estero.
Nel 1838 pubblica La Comédie de la Mort, una raccolta di poesie molto diverse dai precedenti dove, sotto l'influenza di Shakespeare, Goethe e Dante, scolpisce con forza lo spettro della morte. Nel 1839, Gautier cede alla tentazione del teatro, che ammira da sempre, e scrive Une Larme du Diable, poi Le Tricorne Enchanté e Pierrot Posthume. Sono racconti fantastici, per un teatro lirico, impossibile e immaginario, gli stessi scenari che fanno da sfondo anche ai libretti dei balletti da lui scritti, tra i quali il più celebre è quello di Giselle (in collaborazione con Jules-Henri Vernoy de Saint-Georges), danzato all'Opéra il 28 giugno 1841 con le coreografie di Jean Coralli e Jules Perrot, ottenendo un successo straordinario. In questo periodo si innamora di Carlotta Grisi, la ballerina che per prima interpretò Giselle e che gli darà una figlia. Ma l'amore tra i due non è dei più felici e Gautier sposerà la sorella di lei, Ernesta Grisi.
Fu quindi spettatore e recensore dei principali balletti andati in scena a Parigi fra il 1836 e il 1871, sei dei quali furono rappresentati e sono entrati nella storia della danza.
Per l'Opéra, oltre alla già citata Giselle, scrisse:
- La Péri
- La Pâquerette
- Gemma
- Sacountalā
- Yanko le bandit

### Il contatto con l'Oriente e il Mediterraneo
Nel 1840 Gautier scopre la Spagna, e il soggiorno di sei mesi in quel paese gli darà lo spunto per scrivere Voyage en Espagne, una specie di quaderno di impressioni vigorose, segnate dalla freschezza dello sguardo, lo stupore della visione e la preoccupazione sempre esacerbata dell'uso dalla parola giusta. Queste visioni danno luogo a nuovi versi, España, che compaiono nella raccolta delle Poésies complètes nel 1845. Questo è il primo di una serie di viaggi. Nel 1845 è l'Algeria, nel 1850 l'Italia, nel 1852 la Grecia e la Turchia, nel 1858 la Russia e nel 1862 l'Egitto. Ognuno di questi viaggi darà luogo a pubblicazioni (Italia, Constantinople), ma soprattutto servirà da ispirazione per le sue opere letterarie, i romanzi, le novelle o le poesie.
A fianco del lavoro di critico, Gautier coltiva sempre la passione per la poesia che rappresenta per lui, come testimoniano i suoi amici Émile Bergerat o Maxime du Camp, la passione, la distrazione, l'esercizio quotidiano. Nel 1852, pubblica la prima versione di Smalti e cammei (Emaux et camées), raccolta che fino al 1872 si arricchisce di poesie nuove.

### La famiglia e gli amici
Nel 1857, Gautier si trasferisce con la moglie, Ernesta Grisi (sorella della danzatrice Carlotta già amante di Gautier, e cugina del soprano Giulia e del contralto Giuditta, nonché cantante anch'essa), le figlie Judith ed Estelle (che sposerà Émile Bergerat) e le due vecchie sorelle, al numero 32 di rue de Longchamp à Neuilly-sur-Seine, in una piccola casa dove si divertiva a ricevere gli amici: Baudelaire, Dumas figlio, Ernest Feydeau, Gustave Flaubert, Puvis de Chavannes e Gustave Doré.
La figlia Judith Gautier nata a Parigi il 25 agosto 1845 diventerà una famosa e affascinante letterata. Di lei Gautier dirà: "È la più perfetta delle mie opere". Dalla relazione con Eugénie Fort (avuta negli anni trenta), una donna molto bella, più giovane di lui e di origini spagnole, ha un figlio, Théophile Charles Marie (1836-1904), che spesso farà le veci del padre al giornale Le Moniteur.
Nonostante la triplice paternità, Gautier confessa ai fratelli Goncourt, Edmond e Jules, secondo quanto da loro scritto, la sua passione per ragazze giovanissime, e i suoi timori che questo potrebbe comportargli, dicendo di « [...] amare soltanto la donna asessuata, cioè "quella tanto giovane da escludere ogni idea di maternità, di matrici, di ostetriche". Aggiunge che, siccome non può "soddisfare questa passione per paura della polizia, "le altre donne di venti o di cinquanta anni" hanno per lui "tutte la stessa età"».»
All'epoca dei salotti letterari della principessa Mathilde, della quale è nominato bibliotecario, Gautier incontra scrittori (Taine, Sainte-Beuve, Prosper Mérimée, i Goncourt); pittori (Baudry, Boulanger, Gérôme); scultori (Carpeaux); scienziati (Claude Bernard, Pasteur o Berthelot). In questo periodo, Gautier è considerato un caposcuola: Baudelaire si dichiara suo discepolo e gli dedica la sua opera maggiore, Les Fleurs du Mal, appellandolo «poeta impeccabile [...] perfetto mago in lettere francesi [...] mio carissimo e veneratissimo Maestro e amico», mentre Théodore de Banville gli dedica i suoi versi.

### Presidente dellaSociété nationale des Beaux-Arts
Eletto nel 1862 presidente della Société nationale des Beaux-Arts, è attorniato da un comitato composto dai pittori più prestigiosi: Eugène Delacroix, Pierre Puvis de Chavannes, Édouard Manet, Albert-Ernest Carrier-Belleuse e Gustave Doré. Questa elezione ad un incarico così in vista provoca l'invidia di una parte dei letterati meno conosciuti e gli costa l'esclusione, dopo tre rifiuti (1866, 1868 e 1869), dall'Académie française.

### La morte
Profondamente scosso dalla guerra franco-prussiana del 1870 e contrariato dalla Comune rivoluzionaria del 1871, Gautier ritorna a Parigi dopo l'assedio, e dove finisce i suoi giorni, roso dalla malattia ma cosciente del dovere dell'insegnamento e dell'esempio del quale era investito nei confronti delle nuove generazioni. Il 23 ottobre 1872 di notte, il suo cuore cessa di battere. Era impegnato in una stesura della Storia del Romanticismo nel quale rievocava la battagliera campagna a favore dell'Hernani, opera questa che uscirà postuma, due anni dopo. Hugo, Mallarmé e Banville gli resero l'ultimo «brindisi funebre», e successivamente fu seppellito al cimitero di Montmartre a Parigi.

## Opere
- Poésies (1830), poi in Albertus ou L'Ame et le pêché.
- La caffettiera (La Cafetière, 1831, anche come Angela), racconto.
- Albertus ou L'Ame et le pêché (1832).
- Laquelle des deux, histoire perplexe (1832).
- Le Nid de rossignols (1832), racconto.
  - trad. in Novelle, Milano: Sonzogno, 1905 (contiene: Il vello d'oro, Onfale, Il cagnolino della marchesa, Il nido d'usignuoli, La morta innamorata).
- I jeunes-France: romanzi beffardi (Les Jeunes-France, 1833), trad. Elena Del Panta e Anna Lia Franchetti, Firenze: Le Lettere, 2008 (contiene: Sous la table, Onuphrius ou les Vexations fantastiques d'un admirateur d'Hoffmann, Daniel Jovard, Celle-ci et celle-là, Elias Wilmanstadius e Le bol de punch).
- Mademoiselle de Maupin, (1835), romanzo;
- La morta innamorata (La Morte amoureuse, 1836), racconto.
  - trad. in La morta innamorata ed altri racconti, prefazione di Oreste Del Buono, Firenze: Passigli, 1983
  - La morta innamorata, trad. Mirella Corvaja, Vimercate: La spiga, 1994 (contiene: La morta innamorata e La caffettiera)
  - La morta innamorata, trad. Donato Di Poce, Milano: Edis, 1994
- La catena d'oro (La Chaîne d'or ou L'Amant partagé, 1837), racconto.
  - trad. in Novelle, Milano: Sonzogno, 1913 (contiene: La catena d'oro, Una notte di Cleopatra, Re Candaulo)
- Fortunio (1838, anche come L'Eldorado), romanzo.
  - trad. Milano: Sonzogno, 1885
  - trad. Firenze: Salani, 1922
- Omphale. Histoire rococo (1839), racconto.
- La Comédie de la Mort et poésies diverses (1838).
- Una notte di Cleopatra (Une nuit de Cléopâtre, 1838), racconto.
  - trad. in Una notte di Cleopatra, trad. Maurizio Enoch, introduzione di Giuseppe Grasso, Chieti: Solfanelli, 1988; poi in Racconti umoristici, Roma: Lucarini, 1990
- Une Larme du Diable (1839), mistero.
- Le Tricorne Enchanté et Pierrot Posthume (1839).
- La Toison d'or (1839).
  - trad. e postfazione di Lanfranco Binni, in Il vello d'oro e altri racconti, Firenze: Giunti, 1993
- Le Petit Chien de la marquise (1839), racconto.
- Il piede della mummia (La pied de la Momie, 1840), trad. Riccardo Reim, Roma: Armando, 2001.
- Giselle, ou les Wilis (1841), balletto su musica di Adolphe Adam.
- Le Voyage en Espagne (1843, anche come Tra los montes).
- La Péri (1843), balletto su musica di Friedrich Burgmüller.
- España (1845), trad. Giuseppe Montesano, Milano: Mondadori, 2001.
- L'Oreiller d'une jeune fille (1845).
- Le Roi Candaule (1845), racconto.
- Les Roués innocents (1846).
- Le Juive de Constantine (1846), teatro.
- La Mille et deuxième nuit (1846), racconto.
- Le Pavillon sur l'eau (1846), racconto.
- Due attori per un ruolo (Deux acteurs pour un rôle, 1846), racconto.
- La maison de mon oncle (1846, anche come L'âme de la maison), racconto.
- Militona (1847, romanzo), trad. Firenze: Salani, 1951.
- Les Roués innocents (1847), romanzo.
- Gianni e Giannina (Jean et Jeannette, 1848), romanzo.
  - trad. Enrico Piceni, Firenze: Salani, 1921
  - trad. C. Meneghelli, Milano: Minerva, 1935
  - trad. Luigi Galeazzo Tenconi, Milano: Barion, 1940 (con il titolo La marchesa innamorata)
- Pâquerette (1851), balletto su musica di François Benoist.
- Smalti e cammei (Émaux et Camées, 1851).
  - trad. Luigi Volpicella, Pontremoli: Cavanna, 1925
  - trad. Idolina Landolfi, Cava de' Tirreni: Avagliano, 2000
- Arria Marcella (Arria Marcella, souvenir de Pompei, 1852), romanzo breve.
  - trad. Napoli: Pierro, 1892
  - trad. Paolo Tortonese, prefazione di Lionello Sozzi, Napoli: Guida, 1984 (contiene anche Jettatura)
- Caprices et zigzags (1852), viaggi.
- L'Enfant aux souliers de pain (1852), racconto.
- La Pipe d'opium (1852), racconto.
- Sulle Alpi (1852), trad. Angelo Tessarolo, Milano Sonzogno, 1906
- Constantinople (1853), viaggi.
- Gemma (1854), balletto.
- Avatar (1857), romanzo.
  - trad. Leopoldo Pulle, Venezia: Grimaldo, 1858
  - trad. Firenze: Salani, 1924
  - trad. Alfredo Bifulco, Milano: Sonzogno, 1930
  - in Racconti fantastici, a cura di Remo Cesarani, trad. Carlo Roccella e Franca Zanelli Quarantini, Milano: Mondadori ("Oscar"), 1991 (contiene anche Jettatura e Spirite)
- Jettatura (1857), romanzo breve.
  - trad. Teodoro Serrao, Milano: Sonzogno, 1887
  - trad. Alberto Consiglio, Napoli: Berisio, 1969
  - trad. Maurizio Grasso, Roma: Newton Compton, 1993
- Il romanzo della mummia (Le Roman de la momie, 1858), romanzo.
  - trad. di Aristide Polastri, Milano: Sonzogno, 1903
  - trad. Alfredo Fabietti, Milano: Barion, 1927
  - trad. Laura Aga-Rossi, in Il romanzo della mummia - Una notte di Cleopatra - Arria Marcella, Roma: Newton Compton, 1995
- Vita di Balzac (Honoré de Balzac, 1859), trad. Antonio Crimi, Milano: Rizzoli, 1952.
- Il Capitan Fracassa (Le Capitaine Fracasse, 1863), romanzo.
  - trad. Carlo Pizzigoni, illustrazioni di Gustave Doré, Milano: Simonetti, 1878
  - trad. Massimo Bontempelli, Milano: Ist.ed. italiano, 1927; Roma: Gherardo Casini, 1966; Firenze: Giunti, 1984; con introduzione di Riccardo Reim, Roma: Newton Compton, 2004
  - trad. Curzio Siniscalchi, Milano: Treves, 1931
  - trad. Giuseppe Lipparini, Milano: Mondadori, 1933; edizione ridotta a cura di Alfredo Jeri, 1951
  - trad. Giuseppe Piemontese, Milano: Minerva, 1935
  - trad. e adattamento Giuseppe Zucca, Torino: Utet, 1942
  - trad. Adriana Moreno, Torino: Utet, 1946
  - trad. Alberto Malfatti, Milano: Aristea, 1954
  - trad. Roberto Ortolani, Milano: Mursia, 1964
  - trad. Giovanni Marcellini, Roma: Casini, 1955 (contiene anche Madamigella di Maupin)
  - trad. Alfredo Jeri, Milano: Rizzoli ("BUR"), 1956; con introduzione di Paolo Tortonese, 1990
  - trad. e riduzione Valentina Bianconcini e Luisa Chini, Bologna: Capitol, 1959
  - trad. Alessandra Bellezza Migliarini, Milano: Bosco, 1959
  - trad. e riduzione Pablo Giussani, Roma: Paoline, 1966
  - trad. e riduzione Gina Marzetti Noventa, Bergamo: Janus, 1967
  - trad. Giovanni Marcellini, Novara: De Agostini, 1983
  - trad. Anna Maria Sandrini, prefazione di Bianca Pitzorno, Casale Monferrato: Marietti, 1985
  - trad. Bianca Pitzorno, Novara: De Agostini, 1986
  - trad. Luciano Tamburini, Torino: Einaudi, 1990
- Le Chevalier double (1863), racconto.
  - trad. Elisabetta Motta, in Il cavaliere doppio e altri racconti fantastici, a cura di Clara Caruso, Catanzaro: Abramo, 1992 (contiene: Il cavaliere doppio, Onfale, Due attori per un ruolo)
- Il club dei mangiatori di hascisc (Le Club des hachichins, 1863)
  - trad. Sandro Gennari, in Il club dei mangiatori di hascisc e altri racconti, Milano: Serra e Riva, 1979 (contiene: Il club dei mangiatori di hascisc, La caffettiera, L'hascisc, Due attori per un ruolo, La pipa d'oppio e L'amante morta); con introduzione di Enzo Fileno Carabba, Milano: Mondadori, 1995
  - trad. e introduzione di Maurizio Ferrara, Hashish, Firenze, Passigli, 2007 (contiene: Il club dell'hashish, L'hashish, La pipa d'oppio)
- Quand on voyage (1865), viaggi
- La bella Jenny (La belle Jenny, 1865, anche come Les Deux étoiles e Partie carrée.
  - trad. Tiziano Ciancaglini, Milano: Bietti, 1929
  - trad. Gino Cornali, Milano: Speroni, 1945
  - trad. Carla Ferri, Milano; Bietti, 1967
- Loin de Paris (1865), viaggi
- Voyage en Russie (1866), viaggi
- Spirito (Spirites, 1866), romanzo breve
  - trad. Francesco Mazzini, Bologna: Cappelli, 1928
  - trad. Franca Zanelli Quarantini, Torino: Einaudi ("Centopagine"), 1982
- Une Visite nocturne (1866), racconto.
- La Fausse conversion (1866), racconto.
- Feuillets de l'album d'un jeune rapin (1866), racconto.
- Rapport sur les progrès de la poésie (1868)
- Ménagerie intime (1869)
- La Nature chez elle (1870)
- Tableaux de siège (1871)
- Portraits et souvenirs littéraires (1875, postumo)
- Orient (1877), viaggi
- Tableaux à la plume (1880)
- Mademoiselle Dafné (1881)
- Les Vacances du lundi (1884), viaggi
- Lettre à la Présidente (1890, ma scritta nel 1850)
  - trad. in Poesie libertine seguite da Lettera alla Presidentessa, introduzione di Gilda Piersanti, Roma: Savelli, 1981
  - trad. Riccardo Reim, Lettera alla presidentessa e in appendice Due poesie libertine, Roma: Lucarini, 1989
- Souvenirs de théâtre, d'art et de critique (1903)
- La Musique (1911), raccolta di articoli sulla musica e su musicisti

altri libri e antologie in italiano
- Gli amori impossibili, trad. Alberto Luchini, Roma: Formiggini, 1926; Milano: Bietti, 1940
- Io e le mie bestie, trad. Enrico Piceni, Roma: Formiggini, 1928; Milano: Bietti, 1963
- Ballata spagnola, trad. Valentina Bianconcini, Bologna: Capitol, 1964
- Racconti fantastici, trad. Giovanni Signorile, Napoli: Liguori, 1977
- Racconti fantastici, trad. Maria Gioia e Goffredo Feretto, Genova: Ecig, 1989
- Racconti fantastici, trad. Elina Klersy Imberciadori, introduzione di Lanfranco Binni, Milano: Garzanti ("Grandi libri"), 1993 (contiene: La caffettiera, Onuphrius, Onfale, La morta innamorata, La pipa d'oppio, Il cavaliere doppio, Il piede della mummia, Due attori per una parte, Il club dei mangiatori di hascisc, Arria Marcella, Avatar e Iettatura)
- Viaggio pittoresco in Algeria, a cura di Paolo Orvieto, trad. Annie Jirikovsky, Roma: Salerno, 2001
- Racconti, trad. Donata Feroldi, introduzione di Carlo Pasi, allegato a "La Repubblica", Roma: Gruppo L'Espresso, 2003
- Viaggio in Italia: Padova, Ferrara, Firenze, a cura di Annalisa Bottacin, prefazione di Marie-Hélène Girard, Firenze: Nardini, 2006
- Viaggio in Italia (1852): da Ginevra a Venezia, a cura di Annalisa Bottacin, prefazione di Marie-Hélène Girard, Milano: La vita felice, 2007
- Viaggio in Italia: Venezia, a cura di Annalisa Bottacin, prefazione di Marie-Hélène Girard, Milano: La vita felice, 2010
- Viaggio in Italia: da Venezia a Firenze, a cura di Annalisa Bottacin, prefazione di Marie-Hélène Girard, Milano: La vita felice, 2010